# Skrzyp olbrzymi

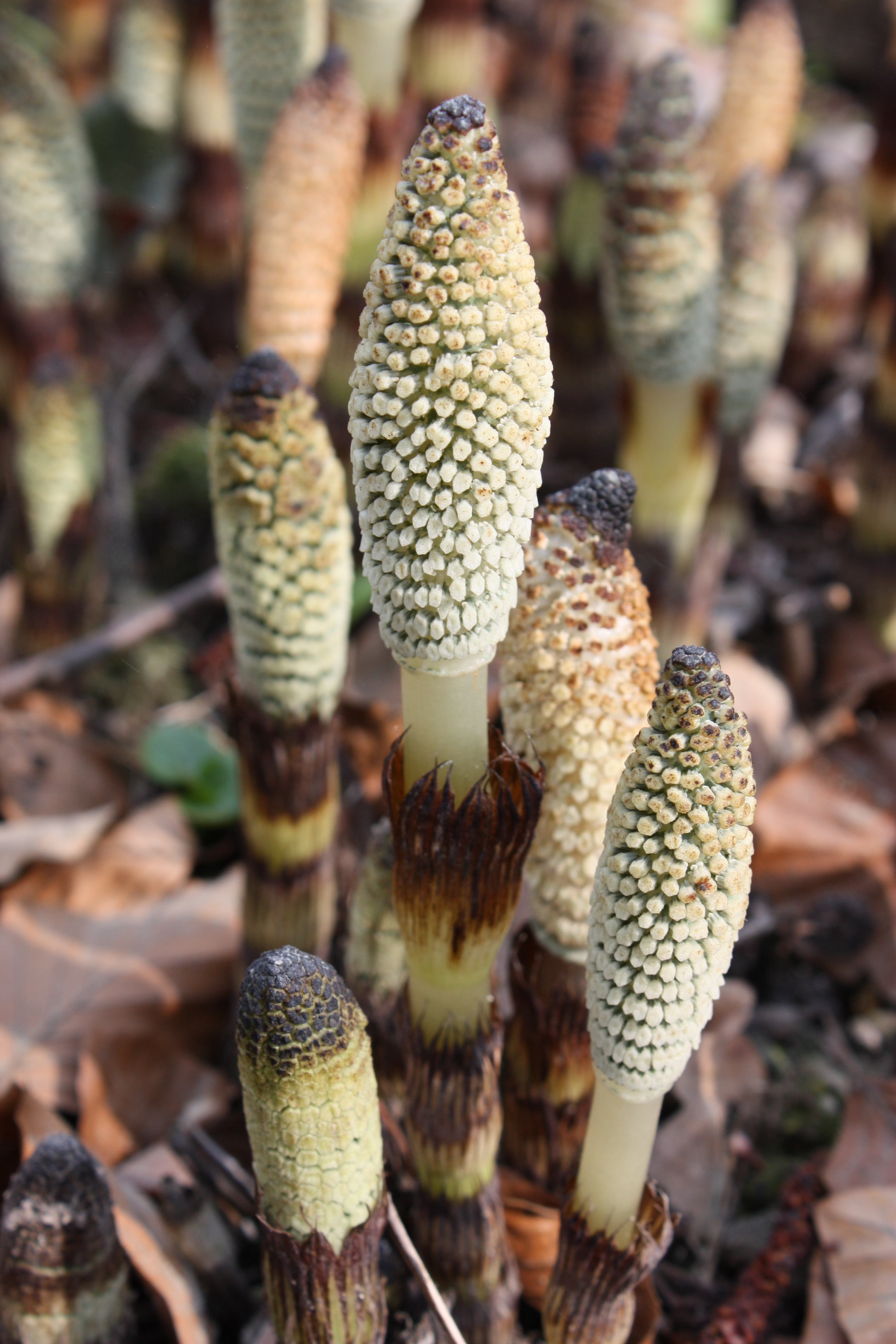
Pędy z kłosami zarodnionośnymi

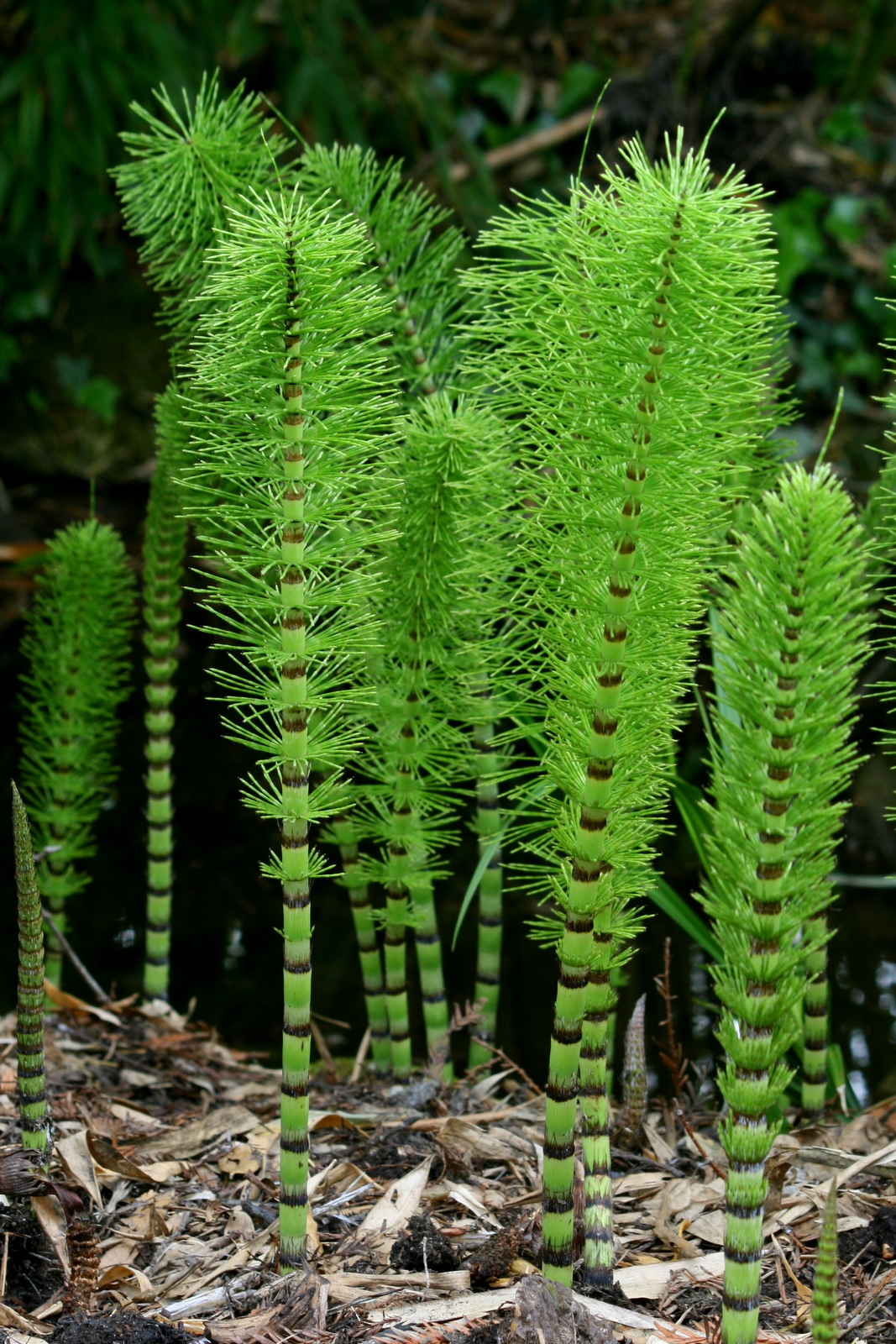
Młode pędy płonne

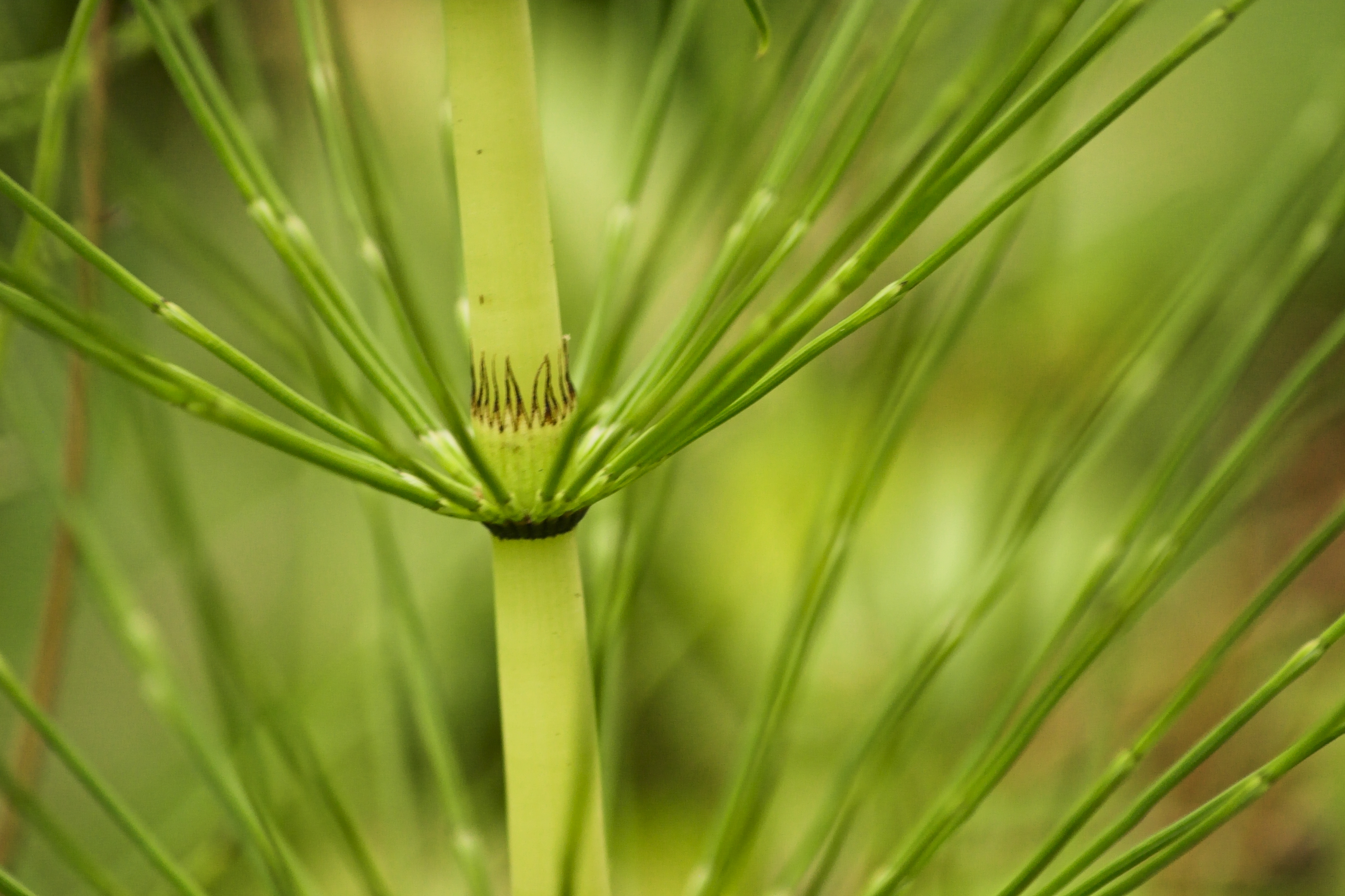
Pochwy ze zrośniętych liści zakończone ząbkami. Dolne człony pędów bocznych krótsze od pochew.

Skrzyp olbrzymi (Equisetum telmateia Ehrh.) – gatunek należący do rodziny skrzypowatych. Jest to najokazalszy skrzyp spośród występujących poza strefą tropikalną. W Polsce gatunek ten występuje rzadko, przede wszystkim na pogórzu i w północnej części kraju. Jest to roślina podgórska, związana z wilgotnymi i mokrymi siedliskami o średnim nasłonecznieniu. W Polsce na wielu obszarach traci stanowiska i do 2014 roku znajdowała się pod ochroną prawną. 

## Rozmieszczenie
Gatunek o ciekawym zasięgu, ponieważ cechuje się międzykontynentalną dysjunkcją. Podgatunek typowy występuje w północno-zachodniej Afryce, w południowej i środkowej Europie (północna granica zasięgu biegnie przez Wielką Brytanię, Danię, Litwę, Ukrainę po Półwysep Krymski i Kaukaz), rośnie też w zachodniej Azji (od Turcji po Iran). Podgatunek subsp. braunii występuje w zachodniej części Ameryki Północnej, w stanach: Alaska, Kalifornia, Oregon, Waszyngton oraz w prowincji Kolumbia Brytyjska. W Polsce gatunek rzadki, miejscami częściej spotykany tylko w niższych położeniach w Karpatach i Sudetach oraz w pasie pojezierzy pomorskich, poza tym bardzo rozproszony.

## Morfologia
PokrójGametofit wykształca się w postaci drobnego, blaszkowatego, podzielonego na łatki tworu. Sporofit rozwija się na nim po zapłodnieniu, najpierw w postaci kłącza, z którego wyrastają dwupostaciowe pędy nadziemne: wczesną wiosną zarodniowe, latem płonne.
KłączeSilnie rozgałęzione ściele się zwykle na głębokości od 0,6 do 1,2 m pod poziomem gruntu. Z odgałęzień skierowanych w górę wyrastają liczne pędy nadziemne. Kłącze podzielone jest na węzły i międzywęźla. Międzywęźla pokryte są cienkimi, jednokomórkowymi włoskami barwy brunatnej. Gęste włoski tworzą okrywę w formie pilśni wokół kłączy. Wzdłuż międzywęźli biegną słabo widoczne, zaokrąglone na szczycie listwy. U podstawy międzywęźli wyrastają bulwki, które po różnym okresie spoczynku wyrastają w nowe pędy.
ŁodygaPędy zarodniowe osiągają do 25 cm (rzadko 50 cm) wysokości, podczas gdy pędy płonne do 120 cm (rzadko 250 cm) wysokości. Pędy zarodniowe są żółtawo-brązowawe, białawe lub bladozielone, o średnicy do 15 mm. Na pędzie podzielone gęsto na ok. 12 węzłów, z których wyrastają pochwy liściowe. Na szczycie pędów znajdują się wrzecionowate kłosy zarodniowe. Pędy płonne są białawo-żółtawe, słabo pożłobione, z 20–40 niewyraźnymi żeberkami, o średnicy 10–12 mm (rzadko do 20 mm). W węzłach z każdego rowka wyrastają pojedyncze, zielone i zwykle nierozgałęzione pędy boczne. Powierzchnię mają szorstką, z 4–5 żeberkami. Najniższe człony bocznych odgałęzień są wyraźnie krótsze niż pochwy liściowe łodygi.
LiścieNa pędach płonnych liście w liczbie 20–40 zrośnięte w pochwy liściowe osiągają do 4 cm długości. Pochwy te w dolnej części łodygi przylegają do niej, w górnej – są lejkowato rozszerzone. Pochwy są pokryte płaskimi żeberkami oddzielonymi wąskimi rowkami o wyraźnych, ostrych krawędziach. Ząbki są lancetowato-szydlaste, dwukrotnie krótsze od zrośniętej części pochew. Na końcach są zwężone w szczecinkę, czasem łączą się po 2–3. Na pędach płodnych pochwy liściowe tworzone także ze zrośniętych 20-40 listków osiągają do 2,5 cm długości i zakończone są szydlastymi ząbkami z ciemnobrązowym grzbietem, podobnej długości jak zrośnięta część pochew. Szczyty ząbków łatwo odłamują się. Pochwy liściowe pędów bocznych osiągają 6 mm długości i zakończone są także łatwo odłamującymi się, szydlastymi ząbkami.
Kłos zarodnionośnyDługości 4–8 cm, z pustym środkiem i zaokrąglonym wierzchołkiem. Złożony z tarczowatych liści zarodnionośnych, po których spodniej stronie znajduje się po kilka zarodni.

## Biologia
Cechy fitochemiczneZiele zawiera alkaloidy (m.in. śladowe ilości nikotyny), saponiny, krzemionkę. W roślinie znajduje się też enzym tiaminaza, powodujący rozkład witaminy B1 i dlatego spożycie dużej ilości surowego ziela może spowodować znaczne problemy zdrowotne, właściwe dla niedoboru witaminy B1.
AnatomiaPęd zarówno nadziemny (łodyga), jak i podziemny (kłącze) w centralnej części z przewodem powietrznym. Wszystkie wiązki przewodzące otoczone są jedną, wspólną śródskórnią. W zewnętrznej części łodygi przebiegają wzdłuż żeber pasma sklerenchymy. W rowkach pędów bocznych znajduje się kilka (zwykle 2), nieregularnych linii z aparatami szparkowymi. Aparaty szparkowe są niezagłębione i otwierają się bezpośrednio na zewnątrz (dlatego gatunek zaliczany jest do grupy Equiseta phaneropora). Pod rowkiem i aparatami szparkowymi biegnie pojedynczy przewód powietrzny (rowkowy). Zarówno on, jak i szeroki przewód centralny powstaje w wyniku rozluźnienia i rozerwania miękiszu pierwotnego.
RozwójZ trwałego kłącza podziemnego w marcu i kwietniu wyrastają nad powierzchnię gruntu pędy zarodnionośne. Do dojrzeniu i wysypaniu zarodników pędy te w kwietniu (do początku maja) w krótkim czasie obumierają. W międzyczasie nad powierzchnię gruntu wschodzą zielone pędy wegetatywne i kolejne, nowe pędy tego rodzaju pojawiają się przez dłuższy czas na początku sezonu wegetacyjnego. Jesienią, w drugiej połowie października pędy nadziemne zasychają. Rozprzestrzenia się głównie wegetatywnie (poprzez kłącza), rzadko nowe rośliny (sporofity) powstają z zarodników i przedrośli.
Genetyka2n = 216.

## Nazwa
W języku polskim utrwalona jest w zasadzie tylko jedna nazwa zwyczajowa – skrzyp olbrzymi. W dawniejszych źródłach jedynie Syreniusz pisze o tym gatunku, używając nazwy "strzępeczka wielka". W nazewnictwie ludowym i dawnym używano zwykle jednej nazwy w odniesieniu do różnych gatunków skrzypów, najczęściej "skrzyp" (odnotowana już w 1468 r.), rzadko też w zapisie "skrzip" lub "skrzyb". Stosowano też określenia: "przęstka", "choczyk", "choszczka", "chwoszcz", "kostrzka", "koszczka", "strzępeczka" i "strzępka" oraz regionalnie – "sosanki" i "skryk". Nazwa "koński ogon" lub "koniogon" odnosi się do skrzypów i spotykana jest u Marcina z Urzędowa oraz w Słowniku języka polskiego wydanym w Wilnie w 1861 r., w opracowaniu A. Zdanowicza i in. Słowo o takim znaczeniu stosowane jest w odniesieniu do skrzypów w krajach anglosaskich (horsetail) i od niego wywodzi się też nazwa naukowa rodzaju. 
Słowo Equisetum ustalone zostało jako nazwa rodzajowa przez Tourneforta, a wzięte zostało w ślad za Pliniuszem Starszym, który pisał o equisaetum (z łaciny: equus = koń i seta = szczecina, co w przenośni znaczy "koński ogon" lub "końska grzywa"). Jeszcze wcześniej w tym samym znaczeniu nazwa zastosowana została przez Demokryta w języku greckim – jako hippuris = koński ogon. Określenie gatunkowe telmateia wzięte zostało przez Jakoba Ehrharta z greckiego, gdzie telmatos znaczy woda stojąca, bagno, staw, telmateja = błotny, bagienny.
Uznawana za ważną nazwa naukowa gatunku ustalona została w 1783 przez Jakoba F. Ehrharta (1742-1795). Wcześniej gatunek został co prawda opisany w 1778 r. przez Jean-Baptiste de Lamarcka jako Equisetum maximum Lam., jednak nazwa ta nie spełnia kryteriów nomenklaturowych. Jako starsza była jednak w częstym użyciu w XX wieku i jest najczęściej pojawiającym się synonimem.

## Systematyka

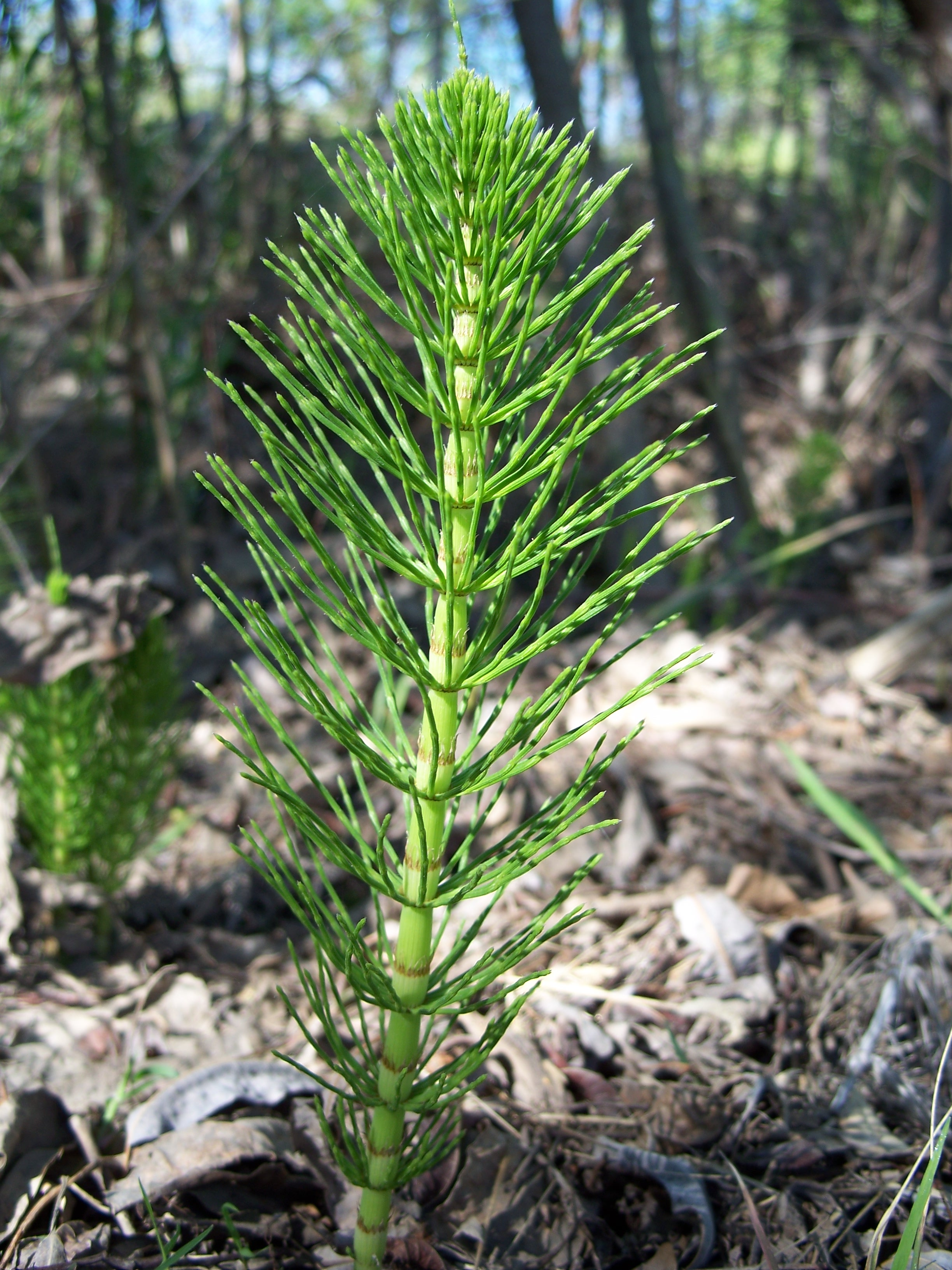
Podgatunek północnoamerykański subsp. braunii

Gatunek reprezentuje podrodzaj Equisetum w obrębie rodzaju skrzyp Equisetum. Wskazywany jest jako siostrzany dla skrzypu leśnego E. sylvaticum, z którym wspólnego przodka miał mieć jeszcze w pliocenie. Linia prowadząca do tych dwóch gatunków oddzieliła się od reszty przedstawicieli podrodzaju jednak już w kredzie późnej tj. w okresie istotnego różnicowania w obrębie podrodzaju Equisetum, przy czym starszym gatunkiem jest tylko skrzyp łąkowy E. pratense, a reszta przedstawicieli podrodzaju jest siostrzana dla kladu obejmującego E. telmateia i E. sylvaticum.
W obrębie gatunku wyróżniane są dwa podgatunki o rozdzielnych zasięgach:
- Podgatunek typowy subsp. telmateia – występuje w Starym Świecie. Wyróżnia się białawymi międzywęźlami głównego pędu nadziemnego, pozbawionymi aparatów szparkowych.
- Podgatunek subsp. braunii (J. Milde) Hauke, Nova Hedwigia. 30: 434. 1978 (syn. Equisetum braunii J.Milde, Verh. K.K. Zool.-Bot. Ges. Wien 12: 515. 1862) – występuje w Ameryce Północnej. Od podgatunku typowego odróżnia się przede wszystkim zielonym pędem głównym, ze szparkami[6].

W Polsce opisano dwa wyraźne morfotypy powstające w wyniku mutacji w genach homeotycznych, wykazujące silną korelację z nasłonecznieniem – f. serotinum i f. spiralis. F. serotinum wyróżnia się obecnością kłosa zarodnionośnego na pędzie płonnym. U f. spiralis pochwy liściowe przynajmniej częściowo spiralnie obiegają pęd główny. 
Rzadko tworzy mieszańce z innymi gatunkami skrzypów. Mieszaniec ze skrzypem błotnym (E. ×font-queri Rothm. (1944) znany jest w Europie środkowej z pojedynczych stanowisk na wyspie Rugii oraz w Polsce południowej. Mieszaniec ten wykształca kłosy zarodnionośne na pędach wegetatywnych, ale ma płonne zarodniki. Także mieszaniec ze skrzypem polnym (E. ×dubium Dost., syn. E. ×robertsii Dines) znany jest w Europie i Polsce z pojedynczych stanowisk (Zajączkowice koło Jasła, Skoczów). Poza Polską odnotowano także mieszańce: E. ×willmotii C.N. Page (= E. fluviatile × E. telmateia) i E. ×bowmanii C.N. Page (= E. sylvaticum × E. telmateia).

## Ekologia

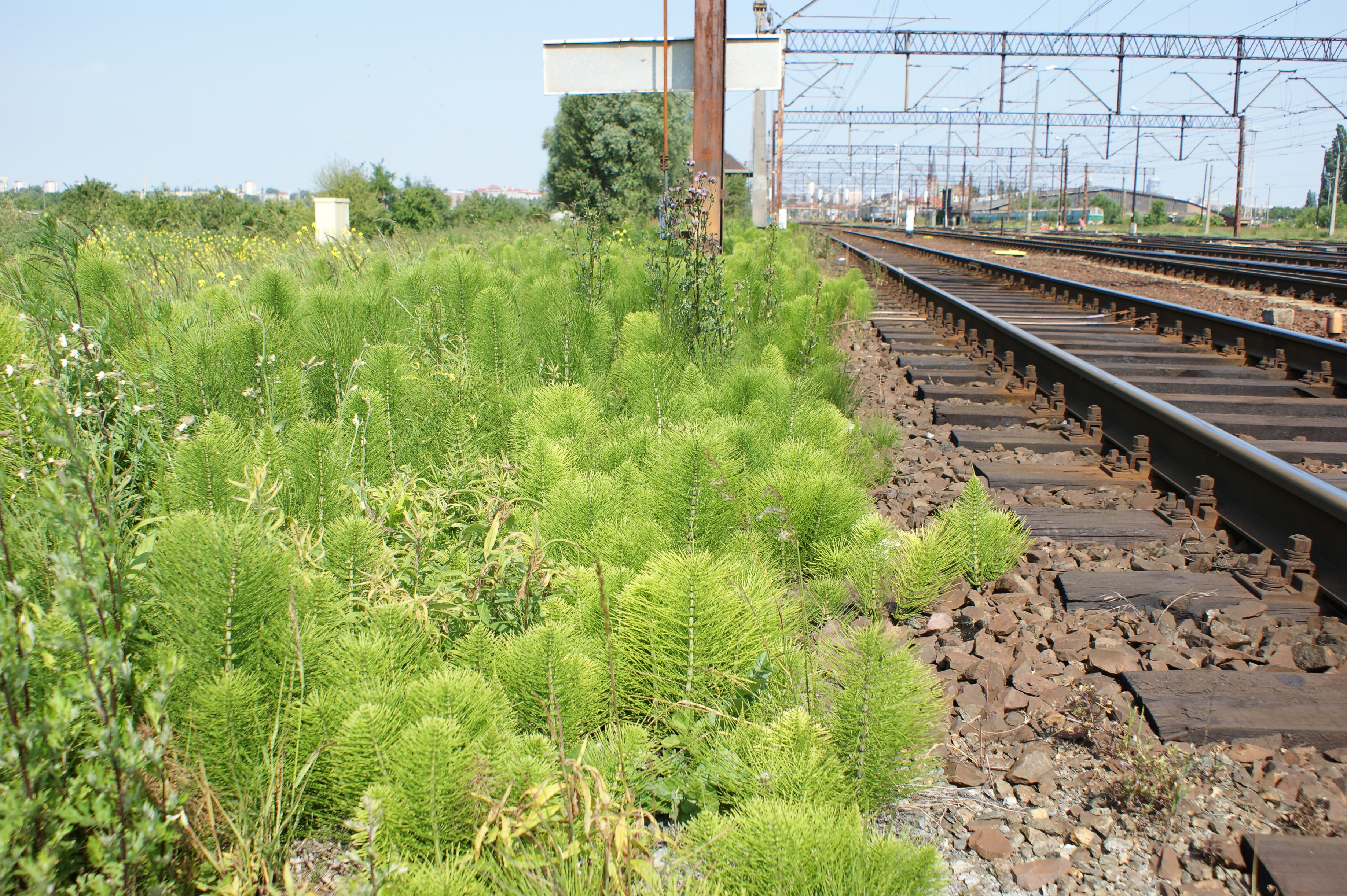
Skrzyp olbrzymi na przytorzach stacji Szczecin Port Centralny

Geofit ryzomowy. Gatunek uznawany za charakterystyczny (Ch.) dla związku zespołów (All.) Alno-Ulmion i zespołu (Ass.) subatlantyckiego łęgu jesionowego Carici remotae-Fraxinetum. Badania w Polsce wykazały jednak, że skrzyp olbrzymi występuje w zbiorowiskach zaliczanych aż do 17 klas fitosocjologicznych, z czego siedliska łęgowe stanowiły tylko kilkanaście procent wystąpień. W efekcie zaproponowana została zmiana statusu gatunku z charakterystycznego na wyróżniający łęg Carici remotae-Fraxinetum.
W Polsce gatunek ten ma charakter podgórski, przy czym najwyżej położone stanowisko usytuowane jest na wysokości ok. 800 m n.p.m.
W miejscach występowania gatunek rośnie licznie, nierzadko w postaci łanów. Rośnie na różnych glebach od piasków, poprzez gleby ilaste i gliniaste, po gleby organogeniczne. Preferuje gleby żyzne, bogate w węglan wapnia, mokre. Jego obecność wskazuje na dobre lub zwiększające się nawodnienie podłoża przy jednoczesnym polepszeniu warunków do powstawania próchnicy (humifikacji). Najbujniej rozwija się w miejscach nasłonecznionych lub umiarkowanie nasłonecznionych (w lasach pod okapem luźnego drzewostanu). Rośnie w lasach łęgowych, zwłaszcza na źródliskach, także w wilgotnych zaroślach i nad brzegami rzek, podgatunek północnoamerykański występuje także na nadmorskich terenach zalewowych. 
Występuje także jako gatunek synantropijny na siedliskach przekształconych na przydrożach, nasypach kolejowych, np. od dziesiątek lat rośnie na terenach kolejowych Szczecina i Koszalina. Ze względu na masowe występowanie, trudność w eliminacji głęboko rosnących kłączy, z których pędy łatwo odrastają, ekspansywność na stanowiskach antropogenicznych – gatunek może być trudnym do zwalczenia chwastem. W Oregonie (USA), gdzie podgatunek braunii występuje naturalnie, skrzyp ten uznany jest urzędowo za chwast i jego rozprzestrzenianie podlega ograniczeniom. Skrzyp olbrzymi określany jest też mianem chwastu w szeregu baz danych i publikacji dotyczących Ameryki Północnej, Europy zachodniej i środkowej.

## Zagrożenia i ochrona
Skrzyp olbrzymi jest zagrożony poprzez niszczenie jego siedlisk podczas regulacji cieków i odwodnień obszarów źródliskowych. Traci stanowiska z powodu obniżania zwierciadła wód gruntowych, będącego skutkiem niewłaściwie funkcjonujących melioracji, urbanizacji oraz intensyfikacji rolnictwa. Nie toleruje też pełnego zwarcia (likwidacji luk) w drzewostanach. Etapem krytycznym w rozwoju gatunku jest pokolenie gametofitu. Jest gatunkiem regionalnie tracącym stanowiska. Na przykład uznany został za gatunek wymierający w województwie opolskim oraz w Górach Świętokrzyskich. W całej Polsce skrzyp olbrzymi był gatunkiem chronionym ściśle od 1983 r. do 2014 r., kiedy to zniesiona została ochrona prawna tego gatunku. W przypadku zagrożenia dla populacji gatunku możliwe i skuteczne było przeniesienie roślin wydobytych wraz z bryłą ziemi (po uzyskaniu wymaganego zezwolenia).
Część populacji skrzypu olbrzymiego jest w Polsce chroniona w parkach narodowych pogórza, wyznaczono także szereg rezerwatów dla ochrony tego gatunku, m.in. w Olszynie Źródliskowej pod Lubiechowem Dolnym, Źródlisku Skrzypowym, Dolinie Potoku Rudno, Lesie nad Jeziorem Mądrzechowskim i Staniszewskich Zdrojach.

## Zastosowanie
Roślina leczniczaW medycynie ludowej stosowany jest analogicznie jak skrzyp polny, przy czym w Polsce w zasadzie niewykorzystywany z powodu mniejszego rozpowszechnienia i z powodu ograniczeń prawnych w możliwości pozyskania surowca. W Syrii skrzyp olbrzymi wchodzi w skład tradycyjnej herbaty ziołowej zwanej "zahraa".
Roślina jadalnaNa ziemiach polskich do końca XIX wieku pędy zarodnikowe stanowiły pożywienie głodowe podczas przednówka, spożywane na surowo lub gotowane w zupach. Ze względu na zawartość tiaminazy dopuszczalne jest spożycie tylko niewielkich ilości lub konieczna jest obróbka cieplna. Przed spożyciem należy usunąć twarde włókna biegnące wzdłuż zewnętrznej części pędów.
Roślina ozdobnaMożliwa i prowadzona jest skutecznie uprawa tego gatunku w warunkach ogrodowych, w oranżeriach i ogrodach botanicznych europejskich i północnoamerykańskich. Wkracza zresztą też sam do ogrodów ze stanowisk naturalnych. W celu uniknięcia kłopotów z niekontrolowaną ekspansją rośliny należy ją uprawiać w odpowiednio dużych i szczelnych pojemnikach umieszczanych w gruncie.
Surowiec polerskiZe starych pędów bogatych w krzemionkę sporządzano dawniej proszek do czyszczenia. Ze względu na dużą zawartość krzemionki pędy takie mogą być stosowane do polerowania drewna i kamienia.
Inne zastosowaniaCzarne kłącza stosowane były w koszykarstwie i plecionkarstwie do ozdoby wyrobów. Wywary z ziela są skutecznym środkiem do zwalczania chorób grzybowych róż. Używane były także do płukania włosów w celu zwalczenia pcheł, wszy i roztoczy. Gatunek ten stanowić może użyteczne źródło antyoksydantów, których zawiera więcej niż inne skrzypy.